# Auguste Chapuis

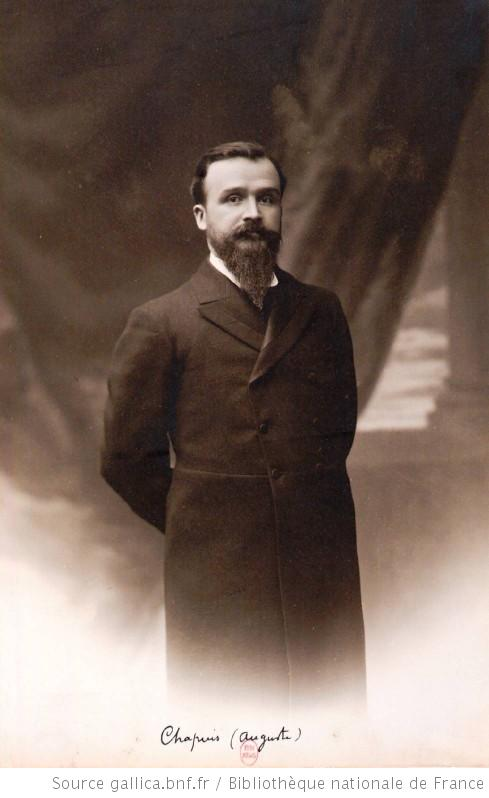
Auguste Chapuis

Auguste Paul Jean Baptiste Chapuis (* 20. April 1858 in Dampierre-sur-Salon; † 6. Dezember 1933 in Paris) war ein französischer Komponist, Organist und Musikpädagoge.
Chapuis war am Conservatoire de Paris Orgelschüler von César Franck. Er gewann dort 1877 den ersten Preis im Fach Harmonielehre und 1880 den ersten Preis im Fach Orgel. Von 1884 bis 1888 war er Organist an der Kirche Notre-Dame-des-Champs danach bis 1906 an St-Roch.
Daneben unterrichtete Chapuis Harmonielehre am Conservatoire, wo ab 1898 Lili und Nadia Boulanger zu seinen Schülern zählten. Später war er Inspektor für den Musikunterricht an den städtischen Schulen von Paris.
Neben Liedern und Orchesterstücken komponierte Chapuis zwei Opern: Enguerrande (Libretto von Victor Wilder, UA 1892) und Les Desmoiselle de Saint-Cyr (Libretto von André Lénéka, UA 1921). Für letztere erhielt er den Prix Rossini der Académie des Beaux Arts. Außerdem wurde er als Mitglied der Ehrenlegion ausgezeichnet.